# Menophra dioxpages
Menophra dioxpages là một loài bướm đêm trong họ Geometridae.